# Радио-сити
Мюзик-холл «Радио-сити» (англ. Radio City Music Hall) — театрально-концертный зал в Нью-Йорке. На сцене Radio City Music Hall проводится много театрализованных постановок: мюзиклы, балет, оперы и т.д.

## История
Был создан на базе танцевального коллектива The Rockettes из Сент-Луиса в 1932 году. С 1932 года и до своего выхода на пенсию в 1974 году театр возглавлял хореограф Леон Леонидов.
В разное время здесь проводились такие музыкальные церемонии как Грэмми (5 раз), MTV Video Music Awards (11 раз) и многие другие.
Здание украшает фигура «Дух танца» работы Уильяма Зораха.